# Instituto Martius-Staden
Das Instituto Martius-Staden in São Paulo in Brasilien ist eine von der Fundação Visconde de Porto Seguro getragene öffentliche Bibliothek. Das Institut ist eine nicht gewerbliche Einrichtung mit dem Ziel, die kulturellen Beziehungen zwischen Brasilien und Deutschland aufrechtzuerhalten. Als eines der größten Archive Lateinamerikas besitzt es unter anderem Dokumente, Zeitungen, Karten und Fotos über die deutsche Einwanderung in Brasilien.
Das Institut liegt heute im Gebäude des Colégio Visconde de Porto Seguro Unidade III.

## Namenspatrone
Das Institut ist nach Hans Staden und Carl Friedrich Philipp von Martius benannt.
Hans Staden (1525–1579) weckte mit seiner Brasilienreise 1554 besonders im 19. Jahrhundert Interesse und informierte über das noch unbekannte Land. In seinem Werk Wahrhaftig Historia und Beschreibung einer Landschaft der Wilden / Nacketen / Grimmgen Menschfressen Leuthen… (Marburg, 1557), dem ersten Buch über Brasilien überhaupt, sprach er über seine Gefangenschaft bei den Tupinambá. Das Werk wurde in viele Sprachen übersetzt und ist heute noch eine wichtige Quelle für die Ethnologie.
Carl Friedrich Philipp von Martius (1794–1868) war ein bedeutender Arzt und Botaniker seiner Zeit. In seinem Hauptwerk Flora Brasiliensis hat er 22.767 Arten von brasilianischen Pflanzen taxonomisch katalogisiert.

## Geschichte
Die Hauptquellen zur Geschichte des Instituts sind das eigene Archiv und das Tagebuch von Karl Fouquet (1897–1980). Fouquet, bekannt als Carlos Fouquet, war ein in Deutschland ausgebildeter Gymnasiallehrer in den Fächern Deutsch, Geschichte und Philosophie und der stellvertretende Direktor der Deutschen Schule, des heutigen Colégio Visconde de Porto Seguro, in São Paulo.

### Gründung
1916 entstand der deutsche Lehrerverein, eine Gruppe von ca. 40 bis 50 Mitgliedern, welche von der deutschen Schule in São Paulo (damals mit dem Standort in der Rua Olinda, im Zentrum São Paulos) beauftragt wurde, die deutsche Kultur in Brasilien zu erhalten. Zu den Interessen der Lehrer gehörten der Ausbau ihrer Rechte und Verbesserung ihrer Versicherungen, sowie Sprachunterricht und Veranstaltungen, wie Konzerte, Laienspiele, Feste, Vorträge, Diskussionen und Skatabende.
Die deutsche Schule (auch Olinda-Schule genannt), ein Vorläufer des heutigen Colégio Visconde de Porto Seguro, „arbeitete mit einem weitgehend deutschen Curriculum“ und nahm in Deutschland ausgebildete Lehrer unter Vertrag, die häufig in Brasilien blieben. Später ging die deutschen Behörden dazu über, den Schulen im Ausland beamtete deutsche Lehrer mit einem befristeten Vertrag zur Verfügung zu stellen. Diese kehrten nach Ablauf ihrer Vertragszeit in der Regel in den innerdeutschen Schuldienst zurück. Die sogenannte Olinda-Schule, verfügte über eine Anzahl deutscher Gymnasiallehrer und einen deutschen Schulleiter und führte zu in Deutschland anerkannten Abschlüssen, ab 1929 auch zum deutschen Abitur”

### Frühe Entwicklung
Am 18. April 1925 wurde der Verein Deutsche Schule São Paulo, eine Weiterentwicklung des Deutschen Lehrervereins, in einer Veröffentlichung in der Deutschen Zeitung ausgerufen. In dieser Veröffentlichung wurden alle Mitglieder der Deutschen Kolonie, Vereine und Firmen aufgefordert, “‘Dokumente, Bilder, Photographien, Jahresberichte, Fest- und Jubiläumsschriften und Veröffentlichungen jeder Art, soweit sie auf die Entstehung und das Wachstum der Kolonie Bezug haben’, zur Verfügung zu stellen: die Schule wollte ein ‘Archiv für die Geschichte der deutschen Kolonie’ gründen.”
In einer Versammlung im Jahr 1935 wurde der Deutsche Lehrerverein in den Hans-Staden-Verein umbenannt, mit dem Ziel die deutsche Kultur in Brasilien zu erhalten. In seinem Tagebuch schreibt Fouquet, dass er selbst den neuen Namen vorgeschlagen hat.

### Das Institut während des „Estado Novo“
Während der 1930er Jahre, als eine Gegenreaktion auf den starken Einfluss und die Ausbreitung des Nationalsozialismus in Deutschland, stieg die Diskriminierung gegen Deutsche und Ausländer in Brasilien. Dekrete des Estado Novo am 7. und 18. April und 4. Mai 1938 verboten die politische Betätigung von Ausländern in Brasilien sowie den Unterricht in anderen Sprachen als Portugiesisch. Der Hans-Staden-Verein selbst wurde durch diese Dekrete verboten. Damit wurden auch die Tätigkeiten der deutschen Kolonie deutlich behindert, der kulturelle Austausch ihrer Mitglieder verboten.
Noch im Jahr 1938 wurde der Hans-Staden-Verein in „Sociedade Hans-Staden“ (Hans-Staden-Gesellschaft) umbenannt. Diese Neugründung des Vereins war ein Versuch, seine Tätigkeiten unter der Herrschaft des Estado Novo zu ermöglichen und so das Verbot des Vereins zu umgehen. Diese neue Gesellschaft erhielt das historische Archiv des Deutschen Lehrervereins sowie die zuvor verbotene Bibliothek der Deutschen Schule. Die Gründung der Hans-Staden-Gesellschaft kann als der Zeitpunkt gesehen werden, an dem das Institut in seiner heutigen Funktion entstanden ist. Noch in jenem Jahr erhielt die Gesellschaft ihren ersten Sitz im Zentrum von São Paulo, in der Rua Barão de Itapetininga, Nr. 20. Unter der Verwaltung von Karl Fouquet suchten die Mitglieder die Entwicklung eines von anderen Einrichtungen unabhängigen Instituts.
In den 1940er Jahren hat sich die Unterdrückung durch den Staat verschärft, so dass ausländische Zeitungen nicht mehr veröffentlicht werden konnten und Deutsche gezwungen wurden, sich zu isolieren. Um der Repression zu entweichen, hat die Deutsche Schule ihren Namen verändert. Sie wurde in Visconde-de-Porto-Seguro-Stiftung zu Ehren von Francisco Adolfo de Varnhagen, dem Historiker der deutsch-brasilianischen Staatsangehörigkeit, umbenannt.

### Nach 1945
In der Zeit nach dem Zweiten Weltkrieg war die Rolle der Deutschen essenziell für den Wiederaufbau deutsch-brasilianischer Beziehungen. Dadurch wurden viele Institute gegründet, zum Beispiel in Belo Horizonte, Curitiba, Porto Alegre oder Rio de Janeiro. Damit das Institut finanziell unterstützt werden konnte, wurde die Martius-Stiftung in São Paulo gegründet, welche nicht gewerbsmäßig war. Das Institut besaß nun wieder dieselbe Position, die sie vorher bei der Deutschen Schule hatte. Diese Verbindung rief das Martius-Staden-Institut hervor, welches die eigentliche, seit Jahrzehnten andauernde Arbeit, fortsetzte. Damit konnte die deutsche Kultur in Brasilien weiter geschützt und erhalten werden.

## Archiv

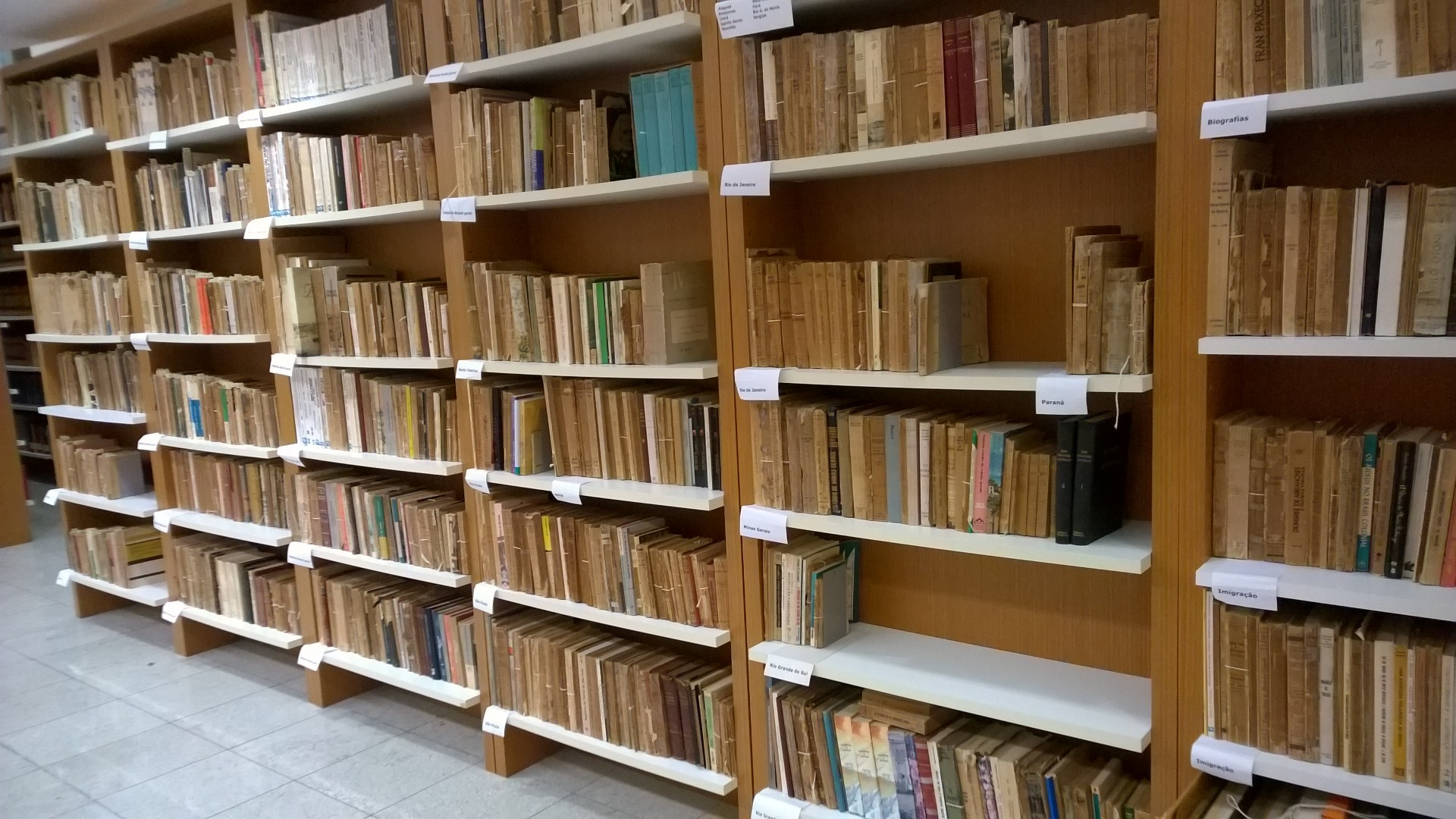
Das Archiv des Martius-Staden-Instituts

Im Institut befindet sich eines der größten Archive zur deutschen Einwanderung in Lateinamerika. Es dient dabei als Grundlage und Quelle für Genealogen, Soziologen sowie Historiker.
Das Archiv umfasst gegenwärtig etwa 150.000 Dokumente sowie 80.000 Bücher, Periodika und Kurzfilme. Von diesen beschäftigen sich etwa 7000 Bände intensiv mit der Immigration. Außerdem sind viele Zeitungen sowohl auf Deutsch als auch auf Portugiesisch im Archiv vorhanden. Außerdem besitzt das Archiv eine Sammlung von historischen Zeitungen in deutscher und portugiesischer Sprache.
Die Bibliothek hat etwa 37.000 Veröffentlichungen, welche von deutscher Philosophie, Theologie, Geschichte und Architektur handeln. Ein Großteil der Dokumente stammt jedoch aus der Zeit der Institutionsgründung, also insbesondere nach dem Zweiten Weltkrieg. Das Institut ist seit 1953 Herausgeber eines Jahrbuchs, in dem Aufsätze über deutsch-brasilianische Beziehungen veröffentlicht werden.

## Online-Archiv
Der Bestand des Archivs und der Bibliothek ist in einer Datenbank auf der Homepage des Instituts abrufbar. Für die Nutzung des Archivs ist eine kostenlose Anmeldung auf der Internetseite notwendig. Wenn diese abgeschlossen ist, hat man Zugriff auf die verschiedenen Dokumente, Karten, Periodika, Fotos, Kurzfilme, Bücher etc. Es existiert ebenfalls ein Kundendienst, der für Anfragen zur Verfügung steht.

### Genealogische Forschung
Zusätzlich gibt es die Möglichkeit, den Wunsch nach weiteren digitalisierten Dokumenten zu äußern. Die Internetseite dient vor allem der genealogischen Nachforschung. Nach Angaben des Instituts kommen die meisten Nachfragen aus dem brasilianischen Staat Rio Grande do Sul.